# Temple du moulin du Fâ
Le temple du moulin du Fâ est un fanum antique, temple d'inspiration celto-romaine situé sur la commune française de Barzan, dans le département de la Charente-Maritime.
Peut-être dédié à Mars, il fait partie de la catégorie, assez rare en Gaule romaine, des temples construits sur un plan circulaire. Il remplace, dans la première moitié du IIe siècle un ou peut-être deux sanctuaires successifs. Sa cella, d'un diamètre de 21 m, prend place au centre d'un podium circulaire lui aussi, large de 36 m, l'ensemble mesurant peut-être 40 m de haut. Il subsiste des vestiges au niveau du sol, comme pour d'autres bâtiments de l'agglomération secondaire (peut-être Novioregum) dont il faisait partie. Toutes ces ruines sont classées comme monuments historiques en 1937 ou 1939.

## Localisation
Le site gallo-romain de Barzan est très certainement assimilable à l'étape Novioregum de l'itinéraire d'Antonin. Le site se trouve sur la commune de Barzan, à 1 km de la rive droite de l'estuaire de la Gironde. Il possède un port avec ses entrepôts, des thermes, un théâtre, des rues organisées selon une trame reconnue. Dans tout cet ensemble, le temple occupe une situation particulière, excentrée par rapport à l'agglomération qu'il domine.

## Historique des fouilles et des études
Le toponyme « Moulin du Fâ » est un indice de la double affectation du site : le moulin moderne est construit à l'emplacement d'un ancien fâ (fanum).
En 1839, un membre de la Société d'archéologie de Saintes attribue à un ancien sanctuaire le socle circulaire sur lequel est construit le moulin du Fâ. Les premières descriptions de pans de mur et de dalles de marbre datent de 1860.
Des fouilles et des sondages partiels confirment en 1920 l'existence d'un temple, mais aucune fouille d'ensemble ne cherche à en préciser la structure. C'est en 1935 que Louis Basalo entreprend sur le site du temple les premières fouilles méthodiques qui aboutissent au classement de ses vestiges comme monument historique, mais les travaux sont interrompus par la Seconde Guerre mondiale en 1939. Des sondages reprennent en 1956 et au cours des années suivantes, mais les travaux semblent de faible ampleur. En 1995, Pierre Aupert reprend la direction des fouilles et ses travaux, joints à la prospection aérienne réalisée par Jacques Dassié, permettent de dresser une carte globale et actualisée de l'ensemble du site du moulin du Fâ et notamment de son sanctuaire.
Dans les années 2000, le service de l'archéologie départementale de Charente-Maritime, sous la direction de Karine Robin, poursuit les fouilles, cherchant entre autres à caractériser l'occupation protohistorique du site,.

## Chronologie et description

### Chronologie
Un grand enclos protohistorique est le premier indice d'une occupation humaine sur le site. Il pourrait correspondre à un habitat aristocratique ou à un sanctuaire dans lequel se déroulent des banquets rituels.
Au Ier siècle, peut-être à l'époque flavienne, un premier sanctuaire antique est construit. Seul en est connu son péribole, dont le tracé reprend celui de l'enceinte protohistorique, en forme de trapèze rectangle. Son mur nord supporte de nombreuses petites pièces, probablement des bâtiments de service. La forme de ce péribole détermine, extérieurement et sur ses flancs ouest et sud, le tracé de deux voies qui le bordent.
Au IIe siècle, probablement vers l'an 130, un nouveau péribole est bâti, selon un tracé et une orientation légèrement différents, traduisant une modification du schéma urbain. C'est à l'intérieur qu'est construite la cella circulaire précédée à l'est d'un pronaos. Cet ensemble n'occupe pas une position centrale à l'intérieur du péribole, peut-être pour marquer l'emplacement d'un sanctuaire plus ancien.

### Caractéristiques architecturales
La cella du temple affecte une forme circulaire qui n'est pas la plus répandue : en 2004, seuls dix-neuf temples de ce type sont recensés en France. L'adoption de ce plan circulaire témoigne probablement d'une influence celtique ancienne, mais interprétée selon les canons de la culture gréco-romaine classique, ce que suggèrent la présence d'un podium et l'adoption d'un péristyle corinthien. Par ailleurs, toutes les dimensions connues du temple sont des multiples du pied romain de 0,295 7 m.
Les descriptions les plus complètes du sanctuaire sont celles de son troisième et dernier état, le plus documenté archéologiquement.

#### Podium, pronaos etcella
| - Plan simplifié du temple (3e état). - Hypothèse de reconstitution du temple. |

Le podium du temple mesure 36 m de diamètre et 2,95 m de hauteur. Il se compose d'un mur porteur large de 2 m décoré d'une corniche qui enserre un massif de maçonnerie. Ce massif est renforcé par deux murs se croisant à angle droit au centre. Ce podium porte à sa périphérie une série de colonnes supportant le toit d'une galerie venant en appui sur la paroi de la cella. Les visiteurs du temple accèdent au podium par un escalier limité par deux murs d'échiffre.
Le pronaos est profond d'un peu plus de 12 m et possède une façade hexastyle — ces hypothèses découlent de la comparaison avec des monuments analogues, comme la tour de Vésone à Périgueux. Les colonnes de la façade du pronaos reposent sur des blocs de grand appareil enfouis dans le sol du podium. Elles supportaient sans doute un toit à double pente marqué, au-dessus de sa façade, par un fronton triangulaire.
La cella mesure 21 m de diamètre extérieur et 15,40 m de diamètre intérieur ; son mur est scandé extérieurement de pilastres décoratifs. Elle prend place au centre du podium et s'ouvre au sud-est par une porte large de 5 m. Son sol est dallé de marbre et, du côté opposé à l'entrée, une niche est creusée dans l'épaisseur de son mur. La forte épaisseur des murs de la cella suggère qu'elle est bâtie pour supporter le poids d'une lourde toiture, peut-être une coupole maçonnée.
Pierre Aupert propose une hauteur totale d'un peu plus de 38 m pour le monument, podium compris.

#### Péribole

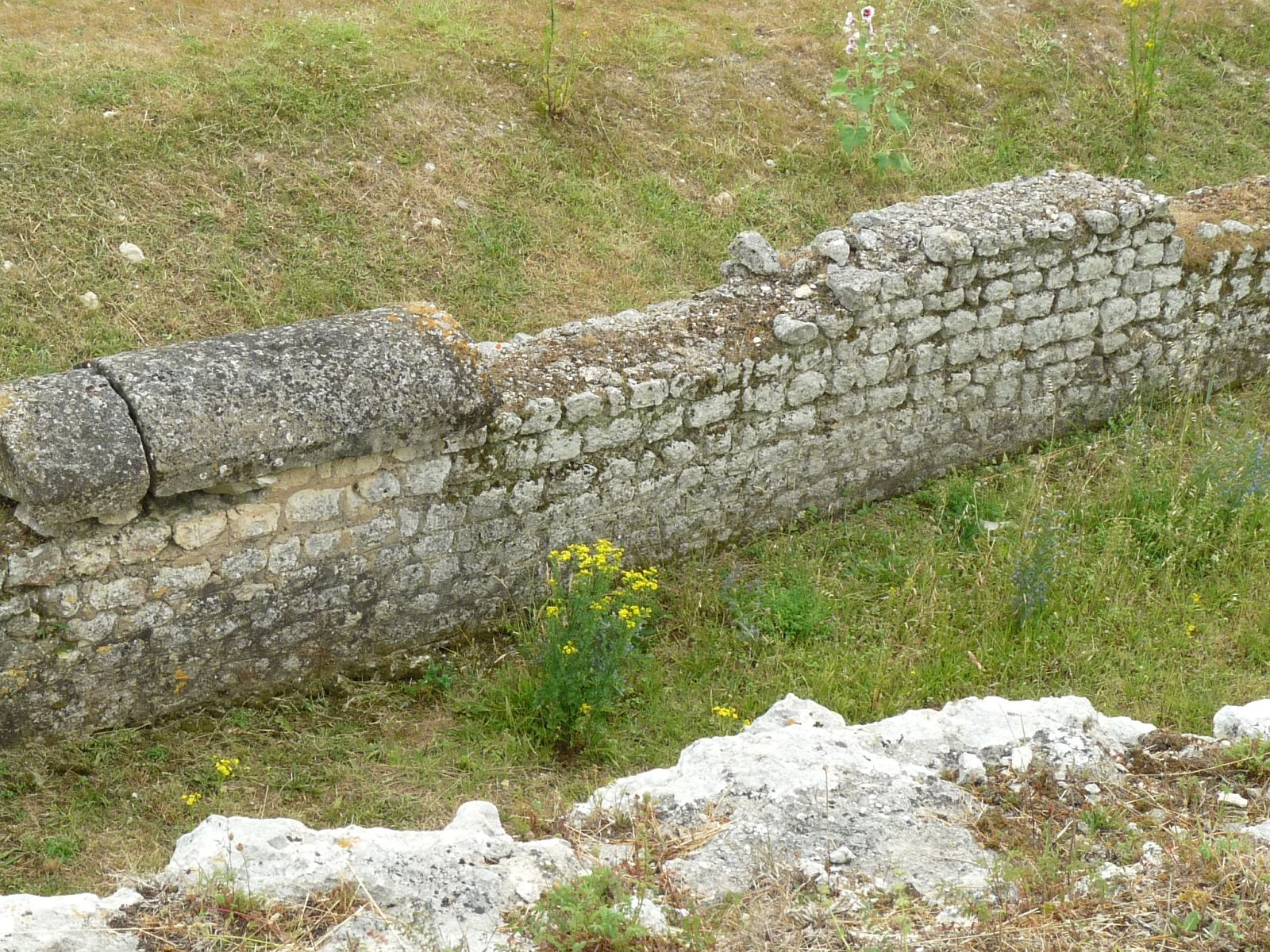
Mur du péribole.

Le péribole du dernier état du temple dessine un carré presque parfait d'une centaine de mètres de côté, certainement bordé intérieurement de portiques à colonnades. En opus vittatum, il est construit sur un remblai de plus de 2 m d'épaisseur qui noie les précédentes maçonneries.

### Dédicace
Le temple est peut-être dédié à Mars, comme pourrait en témoigner une base de statue retrouvée près du temple en 1997 et portant, entre autres inscriptions, la mention « MART[.] » , mais sous une forme locale, ce que laissent supposer l'ancienneté cultuelle du site et la présence de niches dans le cella du temple. Quoi qu'il en soit, la forme et l'architecture du temple ne livrent aucun enseignement sur sa dédicace possible : nulle part en Gaule romaine, la forme des temples n'a pu être mise en relation avec le culte qui s'y exerçait.

## Vestiges
Les vestiges du temple du moulin du Fâ visibles en élévation appartiennent principalement au sanctuaire dans son dernier état. Sont particulièrement visibles le podium (fondations et élévations en petit appareil) et l'amorce de son pronaos, ainsi que la base du mur de la cella. Le péribole est dégagé du côté sud du temple et une excavation dans son remblai expose au jour des tronçons de fûts de colonnes datant du précédent état du santuaire et enseveli au IIe siècle
Les vestiges du temple sont classés comme monument historique en 1937,.

Vestiges du temple.
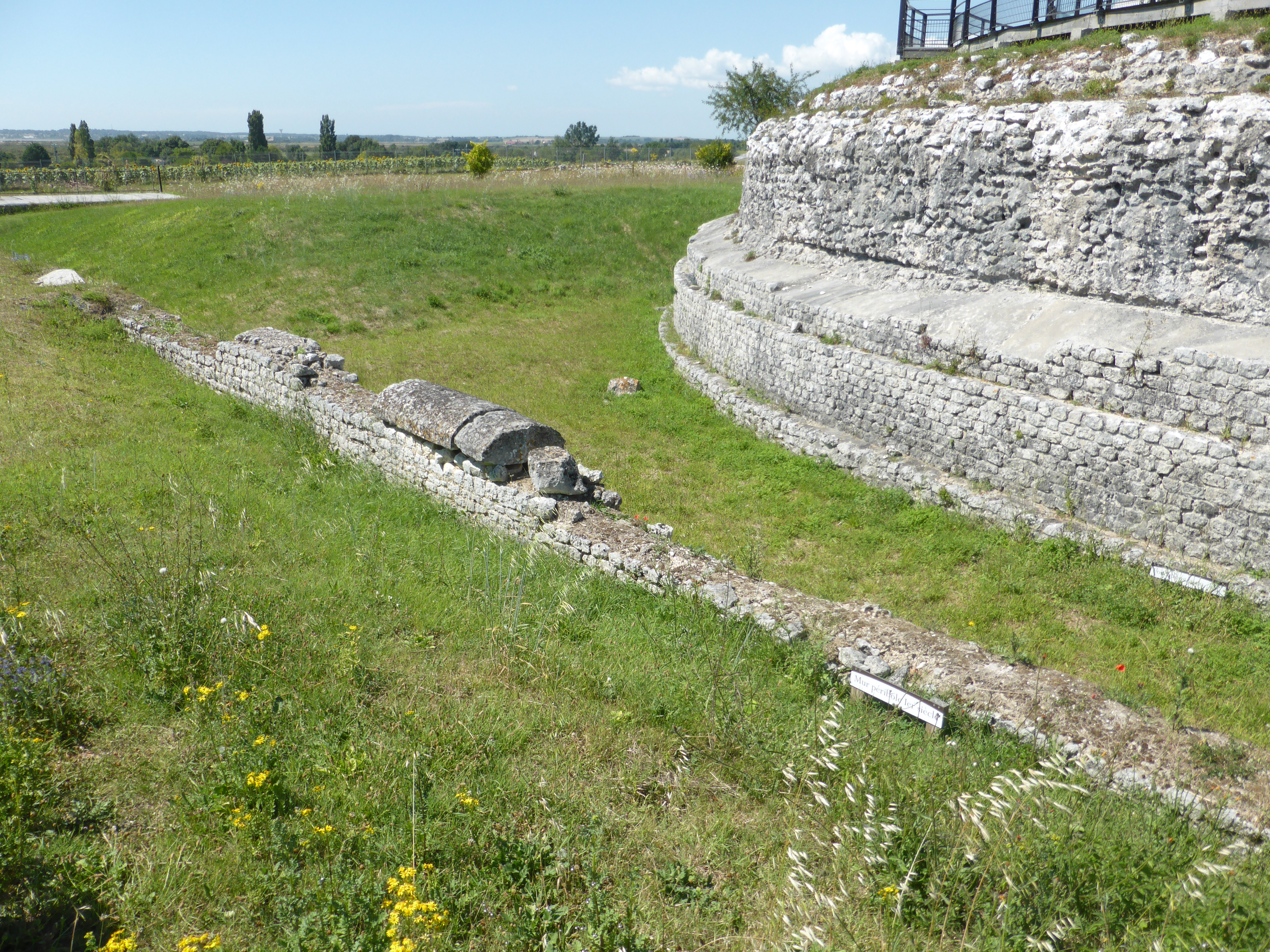
Mur du péribole et base du podium.
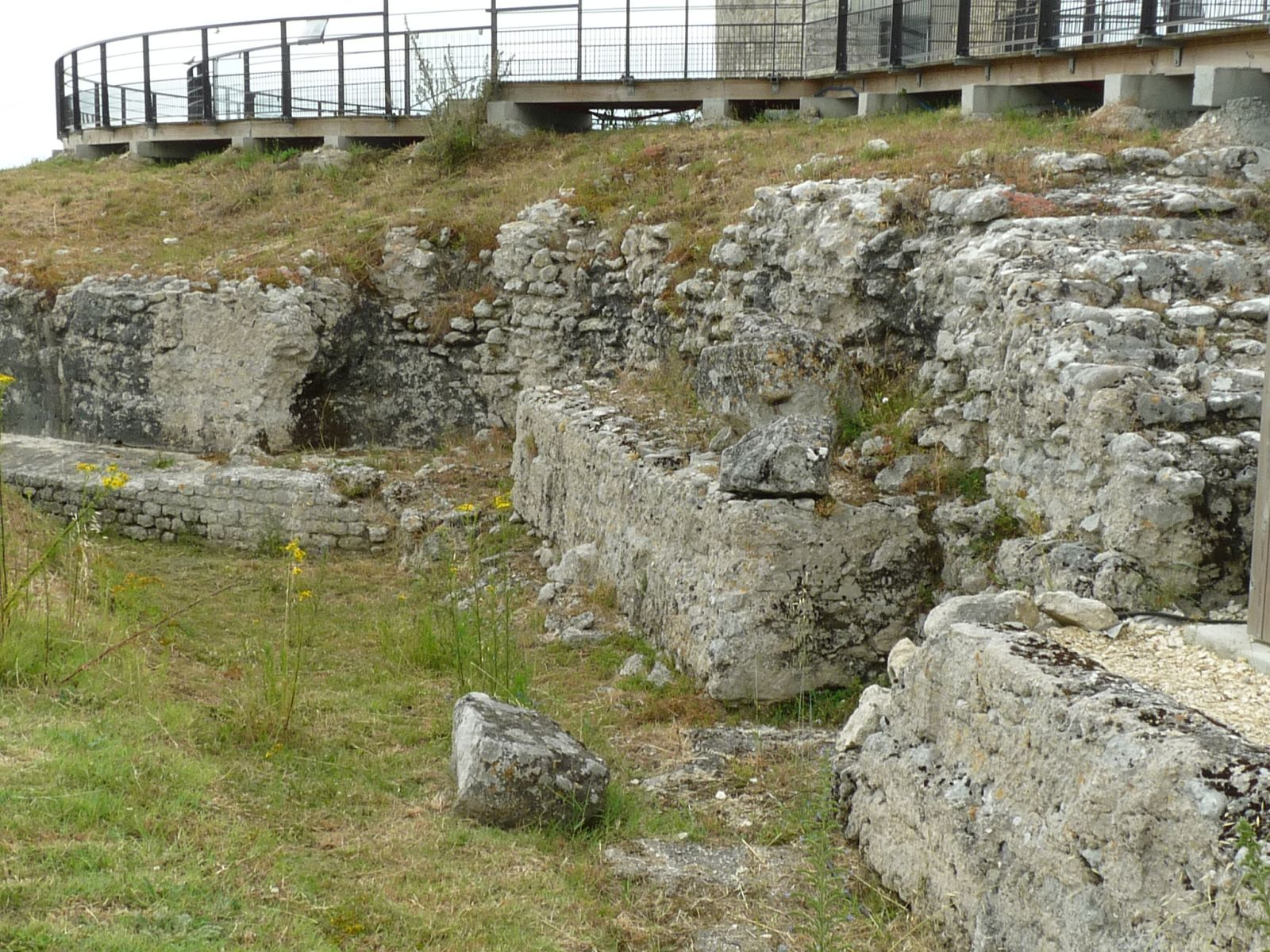
Podium et amorce du pronaos.
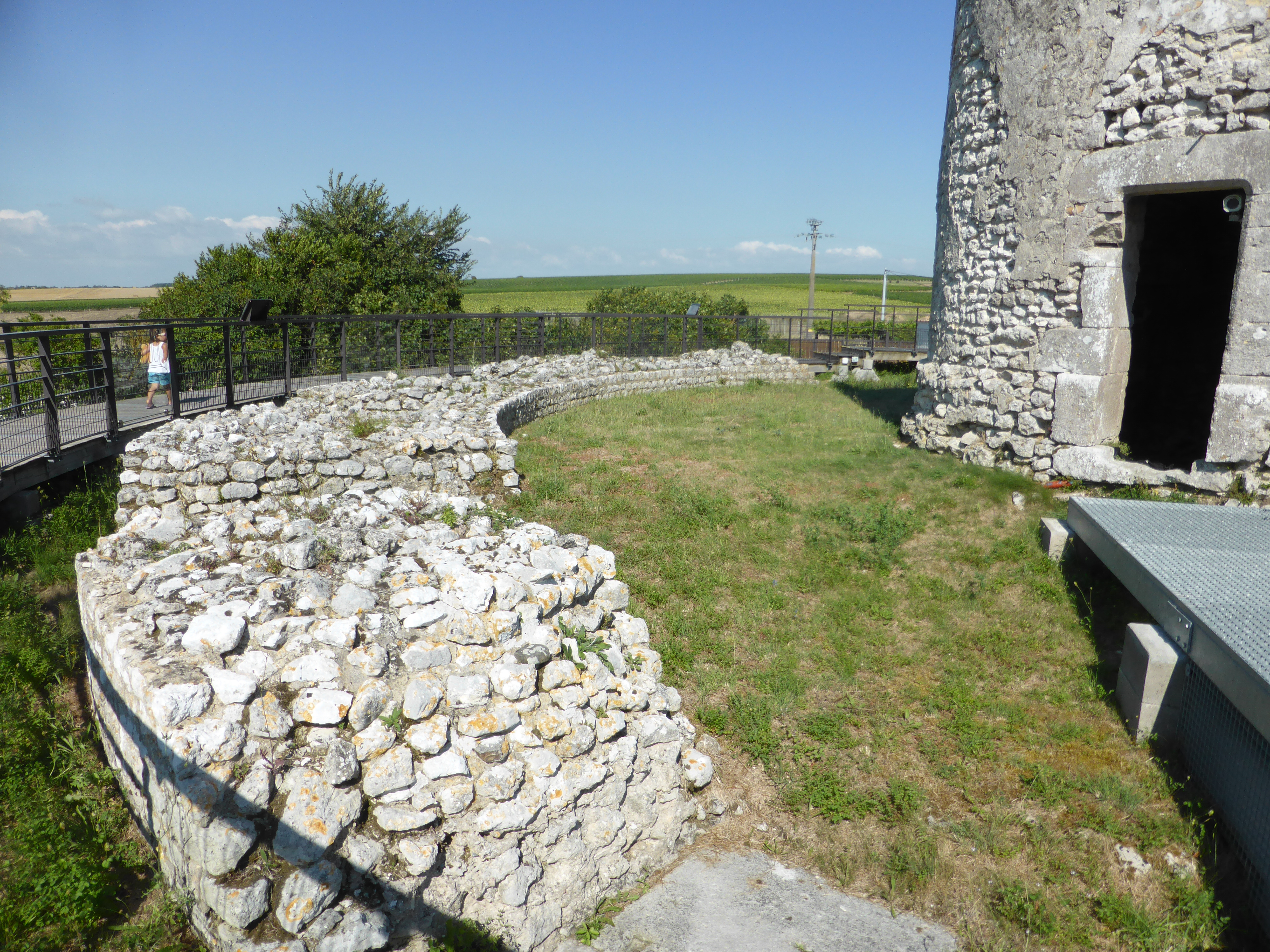
Mur de la cella.
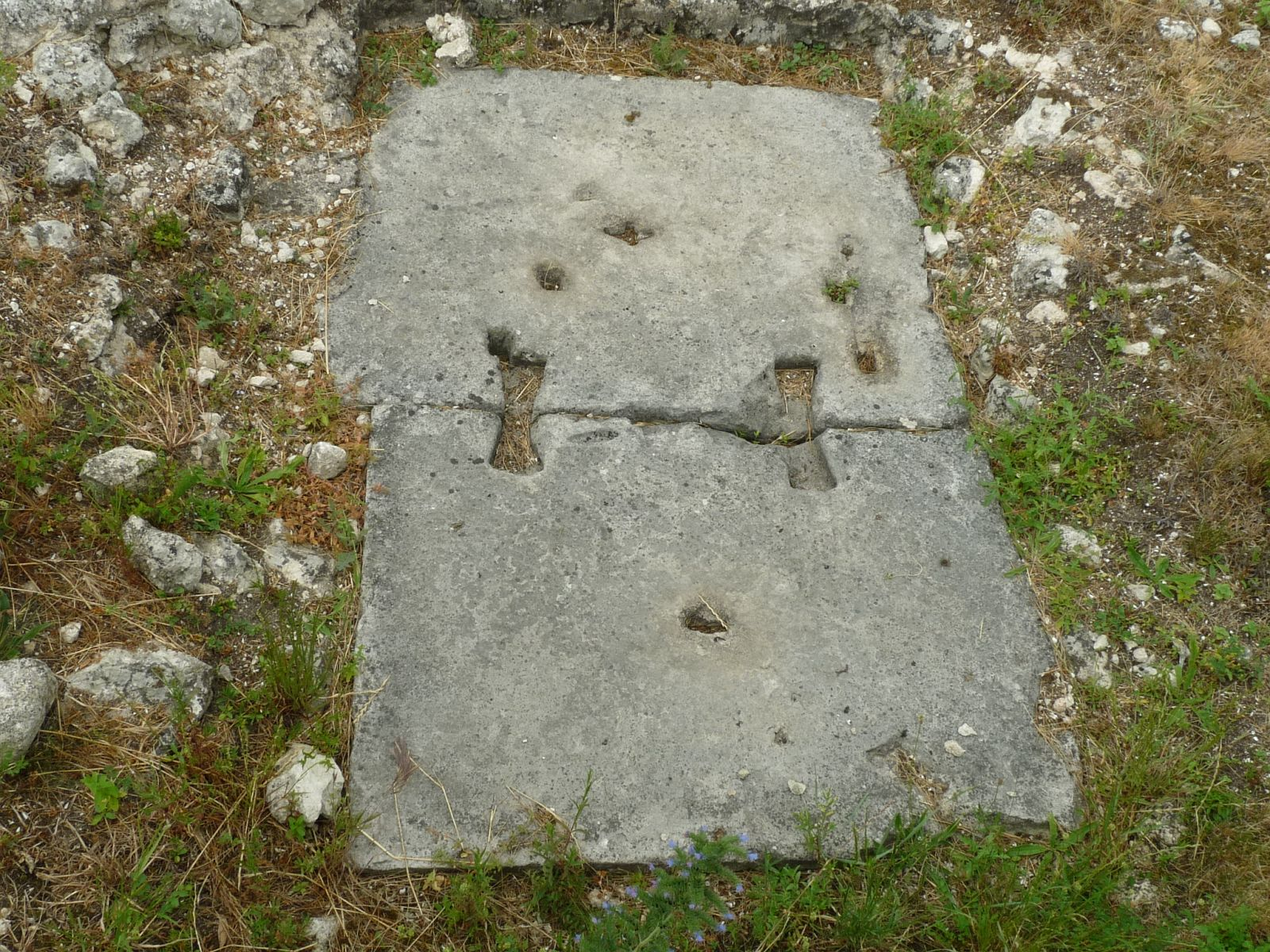
Base des pilastres de la cella.

## Pour en savoir plus